# Pierre François Lubin
Pour les articles homonymes, voir Lubin.
Pierre François Lubin, né le 8 octobre 1774 à Paris où il est mort le 11 février 1853, est un parfumeur français.

## Biographie

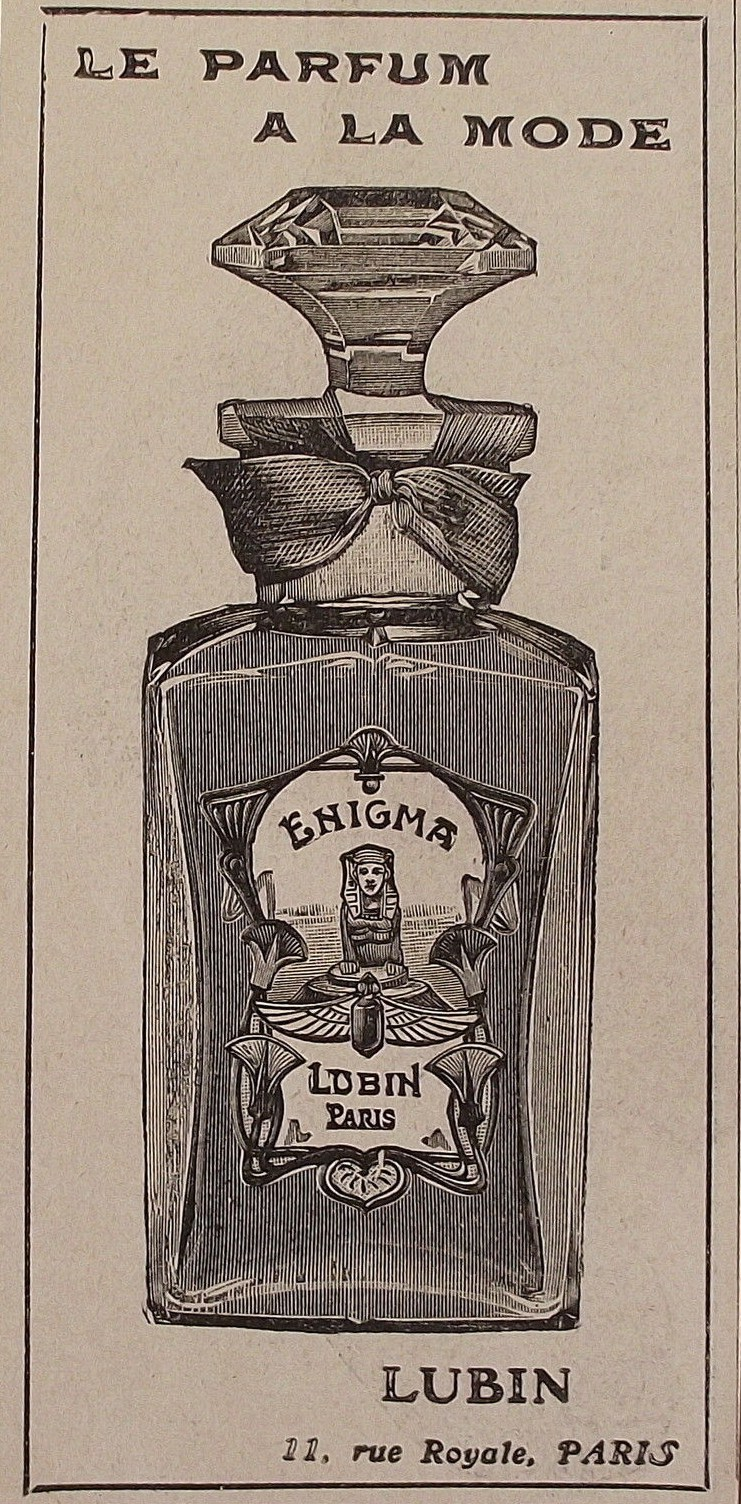
Publicité Lubin (1900)

Fils de Jean-Baptiste Lubin, marchand boucher parisien et de Marie-Françoise Colin, il est le frère de Jean-Baptiste Lubin.
Il apprend son métier à Grasse puis fonde dès 1798 sa parfumerie, rue Sainte-Anne, à Paris. L'entreprise devient célèbre lorsque l'impératrice Joséphine et l'empereur de Russie Alexandre Ier en font leur parfum.
Par sa notoriété, Pierre François Lubin est invité à Londres pour y former d'autres parfumeurs.
La Maison Lubin existe encore de nos jours.
Il est inhumé au cimetière du Père-Lachaise.
Il est mentionné pour évoquer le luxe dans le roman de Jules Verne L'Île à hélice (partie 2, chapitre II).